# Silene commelinifolia
Silene commelinifolia är en nejlikväxtart som beskrevs av Pierre Edmond Boissier. Silene commelinifolia ingår i släktet glimmar, och familjen nejlikväxter.

## Underarter
Arten delas in i följande underarter:
- S. c. isophylla
- S. c. ovatifolia